# Clas Fredrik Hornstedt
Clas Fredrik Hornstedt, auch Klas Fredrik Hornstedt (* 10. Februar 1758 in Linköping; † im Mai 1809 in Helsinki) war ein schwedischer Arzt und Naturforscher.

## Leben und Wirken
Clas Fredrik wurde als Sohn des Stadtsekretärs und späteren Bürgermeisters Olof Hornstedt und dessen Ehefrau Charlotte Ell geboren. Sowohl der Vater wie auch der Großvater repräsentierten die Heimatstadt Linköping in mehreren Sitzungen des schwedischen Parlaments. Der junge Clas Fredrik wurde zunächst von einem Hauslehrer erzogen, besuchte dann die Schule in Linköping für vier Jahre und von 1774 bis 1777 das Gymnasium.
Hierauf folgte ein Studium an der Universität Uppsala, wo er 1780 das übliche theologische Examen bestand und im folgenden Jahr das philosophische. Sein besonderes Interesse galt den Naturwissenschaften. Schon während des Studiums unternahm er eine Exkursion nach Lappland, um Pflanzen und Tierspecimen zu sammeln. Sein akademischer Lehrer war der weitgereiste, eminente Naturforscher Carl Peter Thunberg, einer der herausragenden Schüler des Begründers der modernen Taxonomie Carl von Linnés. Am 24. November 1782 verteidigte Hornstedt eine Dissertation über diverse Pflanzen, die Thunberg aus Südafrika und Asien mitgebracht hatte.

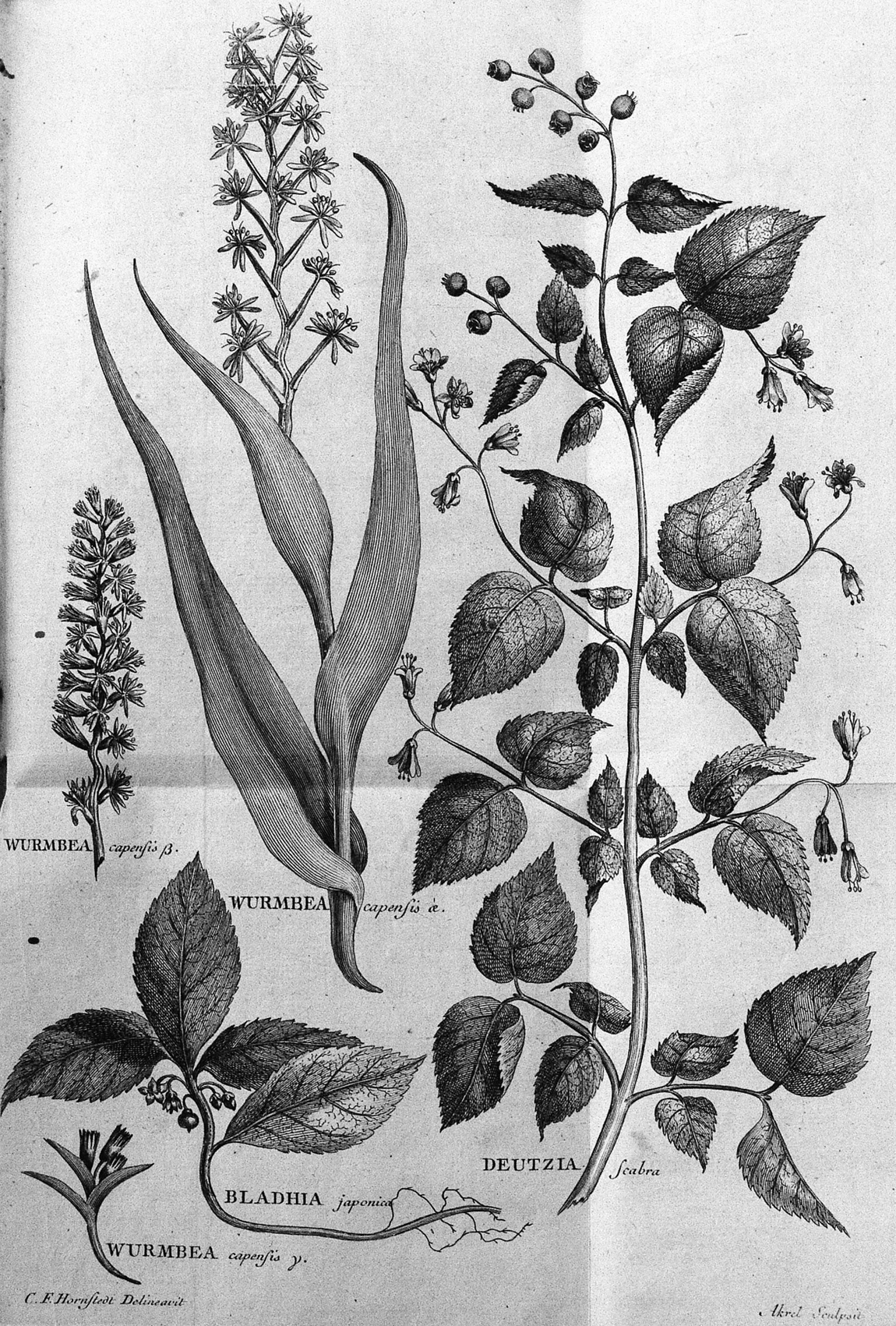
Pflanzen aus Japan und der Kapregion in der botanischen Dissertation Hornstedts (1782)

Auf Thunbergs Rat hin zog er anschließend in die Niederlande. Dank der Patronage seines einflussreichen Lehrers erhielt Hornstedt freie Passage auf dem Schiff Drottning Sofia Magdalena nach Batavia (heute Jakarta). Hier wiederum gewährte ihm der Generalgouverneur der Niederländischen Ostindien-Kompanie (VOC) Willem Arnold Alting eine Unterstützung von 15 Rijksdaalder monatlich. Die von Jacob Cornelis Mattheus Radermacher 1778 gegründete Königlich Batavische Gesellschaft der Künste und Wissenschaften (ndl.: Koninklijk Bataviaasch Genootschap van Kunsten en Wetenschappen) nahm ihn als Mitglied auf und schoss weitere 20, später 40 Rijksdaalder pro Monat hinzu. Dank dieser Förderung war es ihm möglich, Exkursionen in und um Java durchzuführen und eine Kollektion von Pflanzen, Mineralien, Tierpräparaten und ethnologischen Objekten aufzubauen.
Hornstedt erlernte die Malaiische Sprache. Für die europäische Gesellschaft in Batavia fand er ungeachtet der Förderung nicht allzu freundliche Worte. Umso mehr zog es ihn ins Chinesenviertel der Stadt, wo er, zuweilen in chinesischer Tracht, intensive Studien zu Brauchtum und Leben der Einwohner betrieb und in ausführlich annotierten Aquarellen festhielt. Von dem VOC-Kaufman, promovierten Juristen und Sammler Isaac Titsingh, der von seinem Dienstjahr auf der Handelsniederlassung Dejima in Nagasaki zurückgekehrt war und ein großes Japanprojekt verfolgte, erhielt er überdies wertvolle Materialien zur japanischen Medizin.
Das tropische Klima machte ihm jedoch sehr zu schaffen, so dass er nach überstandener Malaria und Gelbfieber wegen seines Gesundheitszustandes 1785 nach Europa zurückkehren musste. Nach seiner Ankunft in Amsterdam lernte er den Landsmann Johan Arnold Stützer (1763–1821) kennen. Stützer war ebenfalls ein Schüler Thunbergs, der sich auf dessen Anraten zur Reise nach Ostasien anschickte.
Hornstedt zog wenig später nach Greifswald, das seinerzeit unter schwedischer Herrschaft stand. Hier erwarb er den Grad eines Doktors der Medizin mit einer Dissertation über 90 Pflanzen Javas, die er im September 1786 unter Vorsitz des Professors Christian Ehrenfried von Weigel (1748–1831) verteidigte: Fructus Javæ esculenti eorumque usus cum diæteticus tum medicus. Trotz der reichen Materialien und wertvollen Observationen in Ostasien ließ es sich mit einer akademischen Karriere nicht gut an. Für eine Weile wirkte Hornstedt als Kurator des Naturalienkabinetts und Lektor des Museums in Linköping.
1796 trat er in die schwedische Marine ein und wurde im Fort Sveaborg in der Finnischen Bucht vor Helsinki stationiert. Als die Russen 1808 die Festung einnahmen, wechselte er in deren Dienste, starb jedoch im Mai des folgenden Jahres.
Hornstedts Briefe und sein Tagebuch sowie die zahlreichen Skizzen finden heute große Beachtung bei der Erfassung der Lage in Niederländisch-Indien. Während seines vergleichsweise kurzen Aufenthaltes in Südostasien trug er eine eindrucksvolle Sammlung an ethnologischen und naturkundlichen Objekten zusammen, die heute in Uppsala gehütet wird. In der Botanik ist sein Name im Genus Hornstedtia (Familie der Zingiberaceae) verewigt.

## Werke
- Nova Genera Plantarum, quorum partem primam exhibent Praeses Carol. P. Thunberg, et Resp. Claudius Fr. Hornstedt, Upsal. d. xxiv. Nov. MDCCLXXC. (Viele der unter Thunberg angefertigten Dissertationen stammen aus Thunbergs Feder, der seine Schüler die von ihm zu Papier gebrachten Thesen dann verteidigen ließ. Hornstedt hatte aber zumindest die Zeichnungen der Pflanzen selbst angefertigt.)
- Dissertationem inauguralem C.F. Hornstedt, qua Fructus Javae Esculenti Eorumque Usus Cum Diaeteticus Tum Medicus … Praeside … Christ. Ehr. Weigel … Pro Gradu Doctoris Publico Examini Submittit Auctor Claudius Fr. Hornstedt, … In Aud. Maj. D. VII. Sept. A. MDCCLXXXVI. Gryphiae: Röse, 1786.